# Max Barros
José Max Pereira Barros, mais conhecido como Max Barros (São Luís, 2 de agosto de 1958) é um engenheiro e político brasileiro filiado ao Partido Verde.

## Biografia
Neto do ex-governador do Maranhão Eugênio Barros, eleito deputado estadual do Maranhão, pelo terceiro mandato consecutivo. Max Barros foi diretor da Companhia Energética do Maranhão (Cemar), e do extinto Departamento de Rodagem do Maranhão (DER-MA), chegou a ser pró-reitor de Ensino da Universidade Estadual do Maranhão (Uema) e no governo estadual Gerente Metropolitano durante os governos Roseana Sarney e José Reinaldo Tavares, de 1998 a 2004. Foi secretário de Estado de Infraestrutura, de abril de 2009 a março de 2010, reassumindo em 8 de janeiro de 2011. Em 2011, Max Barros se filiou ao Partido do Movimento Democrático Brasileiro (PMDB) sendo pré-candidato a prefeito de São Luís. Desistiu em favor da candidatura do vice-governador Washington Luiz de Oliveira (PT) à prefeito de São Luís.
Em 2013, foi reeleito o vice-presidente da Assembleia Legislativa.
Em 2014, foi reeleito deputado estadual pelo Partido do Movimento Democrático Brasileiro (PMDB). Apoiou Lobão Filho e Aécio Neves. Assumiu a presidência da Assembleia Legislativa em 10 de dezembro de 2014, em virtude da ascensão do presidente da Assembleia Arnaldo Melo ao governo do Maranhão em virtude da renúncia de Roseana Sarney.
Em 2016, Max Barros se filiou ao Partido Republicano Progressista (PRP).
Em 2018, anunciou que não disputaria a reeleição.